# Agromyza reptans
Agromyza reptans is een vliegensoort uit de familie van de mineervliegen (Agromyzidae). De wetenschappelijke naam van de soort is voor het eerst geldig gepubliceerd in 1823 door Fallen.

## Waardplanten
Hij maakt mijnen op:
- Cannabis sativa (Hennep)
- Parietaria (Gladkruid)
- Urtica dioica (Grote brandnetel)
- Mentzelia